# الحدود الأردنية السعودية
الحدود الأردنية السعودية هي الحدود السياسيّة المُشتركة بين المملكة الأردنيّة الهاشميّة والمملكة العربيّة السعوديّة. تمتد على مسافة 744 كيلومترًا، حيث تبدأ من تقاطع خط الطول 39ْ شرقًا مع خط العرض 32ْ شمالاً عند الحدود العراقيّة، ثم تسير بخط متعرِّج نحو الجنوب الغربي ينتهي عند العقبة.
تُعَد الحدود بين البلدين، والتي رُسمت بشكل خطوط مستقيمة ومثلث حاد في عشرينيّات القرن العشرين، من أبرز ملامح خريطة منطقة الشرق الأوسط. فمن جهة، تبعد قمة المثلث نحو 70 ميلاً (113 كم) عن العاصمة الأردنية عمّان، ومن جهة أخرى، يمتد أحد الأضلاع لمسافة تصل إلى نحو 100 ميل (161 كم)، فيما يمثل أقصر مسافة ممكنة بين السعودية والقدس. كما تُعد حدودًا صحراويّة في معظمها، حيث تمتد في ثلاثة مناطق صحراويّة متجاورة: بادية الشام، صحراء النفوذ، وصحراء حسمى.
تم اعتماد الترسيم النهائي لهذه الحدود عام 1965، بعد أن جرى تبادل للأراضي بين الدولتين.

## التاريخ
كانت المنطقة الواقعة شرق نهر الأردن، وهي ما يُعرَف اليوم بالأردن، تحت سيطرة الدولة العثمانية في بداية القرن العشرين، في حين كانت الأجزاء الداخليّة في الصحراء جنوبًا في منطقتيّ نجد والحجاز تتشكل من إمارات تحت حكم مباشر من آل سعود أو غير مباشر من قِبَل الهاشميين. استمر هذا الحال حتى الحرب العالمية الأولى، حين نجحت ثورة عربيّة مدعومة من بريطانيا في إخراج العثمانيين من معظم أنحاء الشرق الأوسط، وبدأت في احتلال معان سنة 1918.
لقد تمكّن آل سعود من توسيع مملكتهم بشكل كبير في الفترة التي تلت ذلك، وأعلنوا في النهاية المملكة العربية السعودية في عام 1932. ونتيجةً لاتفاقية سايكس بيكو الأنجلو-فرنسية السريّة لعام 1916، سيطرت بريطانيا على النصف الجنوبي من ولاية سوريا العثمانية، مع توجه فرنسا للسيطرة على الأجزاء الشماليّة منها (فيما أصبح يُعرف لاحقًا بالانتداب على سوريا). كان النصف الجنوبي من الولاية (أي ما يعادل تقريبًا غرب الأردن الحديث) متنازعًا عليه بين بريطانيا والمملكة العربية السورية حديثة التكوين آنذاك، ومملكة الحجاز، والصهاينة في فلسطين الانتدابيّة، مما أدى إلى فترة غير مُستقرة كانت فيها المنطقة غير خاضعة لحكم معيّن.
أعلنت بريطانيا في نهاية المطاف انتدابها على المنطقة في عام 1921، وأنشأت إمارة شرق الأردن، تحت الحكم شبه المستقل للأمير الهاشمي (والملك المستقبلي) عبد الله بن الحسين.
اُعتبِرت الحدود الجنوبيّة بين شرق الأردن والجزيرة العربيّة استراتيجيةً لشرق الأردن لتجنّب أن تكون دولةً غير ساحليّة، وذلك من خلال وجود خط ساحلي على البحر الأحمر عبر ميناء العقبة. كانت المنطقة الجنوبيّة المُمتدة بين معان والعقبة، منطقةً كبيرة نسبيًا مع عدد سكان متواضع بلغ آنذاك 10,000 نسمة فقط، خاضعةً للمملكة العربية السوريّة، ثم شرق الأردن المنتدبة) كما طالبت بها مملكة الحجاز. لقد وقعّت بريطانيا في عام 1925 مع ابن سعود معاهدةً أنشأت حدودًا بين الأردن والأراضي السعودية تتكون من ستة خطوط مستقيمة. منحت هذه الحدود بشكل حاسم شرق الأردن منفذاً قصيرًا على خليج العقبة. تم تأكيد الحدود فيما بعد بموجب معاهدة جدة لعام 1927.
لقد شهد البلدان أكبر اتفاقية لتبادل الأراضي عام 1965، حيث تم بموجبها تعديل مسار الحدود الذي رُسم في عشرينيات القرن العشرين. بموجب التعديل الجديد، أصبح الخط الحدودي الجديد يبدأ على بعد خمسة وعشرين كيلومترًا إلى الجنوب من العقبة، الأمر الذي أدى إلى حصول الأردن على مساحة إضافية تبلغ ستة آلاف كيلومتر مربع على ساحل خليج العقبة. في مقابل ذلك حصلت السعودية على بعض الأراضي الداخلية تبلغ مساحتها سبعة آلاف كيلومتر مربع تقع إلى الغرب من الحوض الرئيسي لوادي السرحان. وبهذه الاتفاقية الحدودية تكون الأردن والمملكة العربية السعودية قد أنهيتا كل مشكلاتهما المتنازع عليها.
لقد ظهرت في عام 1921 أسطورة مدنية دُعيت ب«حازوقة وينستون» استنادًا إلى رواية ونستون تشرشل (الذي كان يشغل آنذاك منصب وزير الدولة للمستعمرات البريطانيّة) وهو يتباهى في سنواته الأخيرة بأنه أنشأ محميّة شرق الأردن البريطانيّة «بضربة من قلم، ظهيرة أحد أيام الأحد في القاهرة»، حيث تم رسم الحدود بين نجد وشرق الأردن بشكل خطوط متعرجة.
استولت قوات الإخوان التابعة للسلطان عبد العزيز آل سعود على الجوف في تموز/ يوليو 1922، كما استولت قوات الأمير الهاشمي عبد الله بن الحسين على قرية كاف. ولقد عملت قوات الإخوان تلك على غزو المناطق التابعة لشرق الأردن عدّة مرات فيما أُطلق عليه غارات الإخوان على شرق الأردن، والتي وصلت مشارف عمّان الجنوبيّة عام 1922 و 1924 للسيطرة عليها وإشغال الأمير عبد الله بن الحسين في حفظ إمارته من أجل ان يعجز عن مساعدة حكم والده شريف مكة في الحجاز، إلا أن تدخلاً بريطانيًا حال دون ذلك. لقد تم رسم الخط الحدودي (الحازوقة) لأول مرة في تشرين الأول/ أكتوبر 1922 من قِبَل مكتب المُستعمرات أثناء زيارة الأمير عبد الله إلى لندن، حيث كان التعريف الرسمي الأول للحدود بين شرق الأردن ونجد نتيجةً للمفاوضات بين الحكومة البريطانيّة وسلطان نجد ابتداءً من عام 1922، مرورًا بمفاوضات فاشلة في الكويت بيت عاميّ 1923 و 1924، واختتمت باتفاقية حدّة في 2 تشرين الثاني/ نوفمبر 1925. لقد أجرى السير جيلبرت كلايتون المحادثات مع سلطان نجد كممثل بريطاني، علمًا أن تشرشل لم يكن منخرطًا في اتفاقية الحدّة، حيث كان آنذاك وزيرًا للماليّة.
نتج عن ترسيم الخط الحدودي (الحازوقة) تسليم منطقة وادي السرحان الإستراتيجيّة وقراها البدائيّة قرب القريّات إلى سلطنة نجد، والتي كان قد احتلها الأمير عبد الله في السابق بناءً على طلب البريطانيين. أدى ذلك إلى ظهور مثلث حاد في الحدود بين المنطقتين. لقد أصبح هذا المثلث، الأردني - السعودي فيما بعد، من أبرز ملامح خريطة منطقة الشرق الأوسط.

## ترسيم الحدود
ينطلق الخط الحدودي الفاصل بين الأردن والسعودية، ابتداءً من جنوب العقبة نحو الشمال الشرقي على هيئة ستة خطوط قصيرة مستقيمة نسبيًا تقيدت ببعضها البعض. ثم ينحرف الخط إلى الشمال الغربي لمسافة تصل إلى 90 ميلاً (145 كيلومترًا) متجهًا نحو لبنان، ثم يستعيد الخط ثباته في نهاية الأمر، ويمتد لمسافة 130 ميلاً (209 كيلومترًا) إلى الشمال الشرقي نحو العراق فيما يشبه الخط المستقيم، ليتخلص من كل تلك التعرجات والمنعطفات.

## المعابر
يقع على جانبيّ الحدود بين البلدين ثلاثة معابر ومراكز حدوديّة، تم اعتماها نهائيا بعد تبادل الأراضي بينهما عام 1965، حيث تقع هذه المعابر في منطقة التبادل تلك (يظهر في الخريطة الجزء الأخضر الذي كان سعوديًا وأصبح أردنيًا، والجزء الأحمر الذي كان أردنيًا وأصبح سعوديًا). وهذه المعابر هي:
| المركز الأردني    | المحافظة | المركز السعودي       | المنطقة | الإحداثيات                                    |
| ----------------- | -------- | -------------------- | ------- | --------------------------------------------- |
| مركز حدود العمري  | الزرقاء  | منفذ الحديثة البري   | الجوف   | 31°32′00″N 37°04′51″E / 31.53333°N 37.08083°E |
| مركز حدود المدورة | معان     | منفذ حالة عمار البري | تبوك    | 29°11′34″N 36°04′22″E / 29.19278°N 36.07278°E |
| مركز حدود الدرة   | العقبة   | منفذ حقل البري       | تبوك    | 29°21′28″N 34°57′45″E / 29.35778°N 34.96250°E |

## القرى الحدودية
الأردن
- المدورة

السعودية
- حالة عمار
- طريف
- القريّات
- الحديثة

## وصلات خارجية
- حازوقة ونستون في دليل السفر الأردني ، ماثيو تيلر (بالإنجليزية)
- وادي السرحان: مقترح جديد لطرق التجارة (بالإنجليزية)